# Pravda (Wehrmacht)
Pravda a fost o publicație săptămânală, editată de secția de propagandă a Grupului de Armate Nord al armatei germane, denumită și paginată identic cu ziarul sovietic Pravda, unul din cele mai importante ziare din URSS. Pravda editată de Wehrmacht a fost un instrument de propagandă al armatei germane, tipărit după declanșarea războiului împotriva URSS, în vara anului 1941.
Publicația Pravda, scrisă în limba rusă, era destinată cititorilor militari și civili sovietici, cu scopul de a-i transforma în colaboratori ai Wehrmacht-ului. Pe planul ideologic, Pravda editată de Wehrmacht conținea atacuri împotriva conducerii sovietice și propagandă antisemită. Sloganul publicației Pravda era asemănător cu cel al Pravdei sovietice: „Proletari din toate țările, uniți-vă împotriva bolșevismului!”